# Alanah Pearce
Pour les articles homonymes, voir Pearce.
Alanah Pearce (née le 24 août 1993 à Cairns) est une journaliste et scénariste de jeu vidéo australienne.

## Journalisme
De 2012 à 2015, Alanah Pearce a été pigiste de jeu vidéo pour une douzaine de médias internationaux et a participé à plusieurs émissions de radio et de télévision en Australie.
En 2015, elle devient journaliste pour IGN aux États-Unis,. À partir de 2017, elle y présente l'émission d'actualités IGN's Daily Fix. En 2018, elle coprésente les SXSW Gaming Awards.

## Développement de jeu vidéo
Après des expériences de doublage sur les jeux Gears 5 et Afterparty, Alanah Pearce rejoint en 2020 SIE Santa Monica Studio pour travailler sur le jeu God of War: Ragnarök. Alors que la date de sortie du jeu est repoussée, elle subit une vague de cyberharcèlement,.

## Vie privée
Atteinte d'un syndrome de fatigue chronique, elle estime que les jeux vidéo l'aident à en supporter les symptômes et est engagée pour l'accès aux jeux vidéo pour les personnes en situation de handicap,.

## Filmographie
- 2024 : V/H/S/Beyond